# Чемпионат СССР по хоккею с мячом 1968/1969
21-й чемпионат СССР по хоккею с мячом проходил с 23 ноября 1968 года по 16 марта 1969 года.
В высшей лиге играли 16 команд. Сыграно 240 матчей, в них забито 1174 мяча.
Чемпионом СССР стала команда «Динамо» (Москва).

## Первая группа класса «А»
| М  | Команда                            | 1        | 2        | 3       | 4        | 5       | 6       | 7       | 8       | 9       | 10       | 11      | 12       | 13       | 14       | 15      | 16       | В  | Н  | П  | Мячи            | О  |
| -- | ---------------------------------- | -------- | -------- | ------- | -------- | ------- | ------- | ------- | ------- | ------- | -------- | ------- | -------- | -------- | -------- | ------- | -------- | -- | -- | -- | --------------- | -- |
| 1  | «Динамо» (Москва)                  |          | 4:2 3:1  | 3:3 3:2 | 3:3 3:1  | 3:0 4:2 | 5:2 7:3 | 3:2 4:1 | 5:3 3:0 | 6:2 6:0 | 3:0 4:4  | 6:5 4:1 | 8:1 4:2  | 7:3 2:0  | 7:2 11:0 | 5:0 5:0 | 8:1 4:0  | 27 | 3  | 0  | 143 — 46 = + 97 | 57 |
| 2  | СКА (Свердловск)                   | 1:3 2:4  |          | 1:1 2:4 | 2:0 2:6  | 4:1 5:2 | 5:1 2:2 | 4:0 3:1 | 2:1 2:2 | 2:2 3:0 | 5:0 7:2  | 7:3 6:2 | 9:2 2:1  | 5:2 1:2  | 8:2 4:0  | 7:2 5:2 | 4:2 10:1 | 21 | 4  | 5  | 122 — 53 = + 69 | 46 |
| 3  | СКА (Хабаровск)                    | 2:3 3:3  | 4:2 1:1  |         | 0:0 2:1  | 3:1 2:0 | 2:1 0:1 | 5:2 2:3 | 9:5 4:1 | 1:1 1:1 | 2:1 1:2  | 5:2 4:1 | 2:0 3:3  | 1:0 2:1  | 7:3 5:3  | 4:0 5:0 | 3:1 1:1  | 19 | 7  | 4  | 86 — 44 = + 42  | 45 |
| 4  | «Динамо» (Алма-Ата)                | 1:3 3:3  | 6:2 0:2  | 1:2 0:0 |          | 1:2 1:2 | 3:0 1:4 | 4:0 1:2 | 6:1 0:2 | 3:4 2:0 | 2:0 5:1  | 2:1 4:1 | 11:0 3:1 | 6:0 2:2  | 3:0 1:2  | 7:2 4:1 | 6:0 2:2  | 16 | 4  | 10 | 91 — 42 = + 49  | 36 |
| 5  | «Волга» (Ульяновск)                | 2:4 0:3  | 2:5 1:4  | 0:2 1:3 | 2:1 2:1  |         | 2:1 2:3 | 2:1 5:6 | 3:1 2:1 | 4:1 2:2 | 2:2 5:4  | 4:1 1:1 | 1:1 1:2  | 5:3 3:1  | 1:0 1:3  | 6:2 3:0 | 2:0 1:1  | 15 | 5  | 10 | 68 — 60 = + 8   | 35 |
| 6  | «Уральский трубник» (Первоуральск) | 3:7 2:5  | 2:2 1:5  | 1:0 1:2 | 4:1 0:3  | 3:2 1:2 |         | 5:3 2:5 | 2:0 1:0 | 1:1 0:4 | 4:1 6:2  | 3:2 2:4 | 2:4 1:0  | 1:1 5:2  | 4:1 4:3  | 4:1 1:2 | 1:0 1:1  | 15 | 4  | 11 | 68 — 66 = + 2   | 34 |
| 7  | «Зоркий» (Красногорск)             | 1:4 2:3  | 1:3 0:4  | 3:2 2:5 | 2:1 0:4  | 6:5 1:2 | 5:2 3:5 |         | 4:5 5:3 | 2:2 3:2 | 2:3 3:4  | 2:2 2:5 | 4:0 2:2  | 1:3 4:2  | 5:1 3:2  | 6:2 6:1 | 5:3 3:2  | 14 | 3  | 13 | 88 — 84 = + 4   | 31 |
| 8  | «Шахтёр» (Кемерово)                | 0:3 3:5  | 2:2 1:2  | 1:4 5:9 | 2:0 1:6  | 1:2 1:3 | 0:1 0:2 | 3:5 5:4 |         | 3:2 1:0 | 2:1 3:1  | 3:1 4:1 | 2:1 1:2  | 5:1 2:2  | 1:0 3:2  | 4:1 1:3 | 2:0 1:4  | 14 | 2  | 14 | 63 — 70 = — 7   | 30 |
| 9  | «Енисей» (Красноярск)              | 0:6 2:6  | 0:3 2:2  | 1:1 1:1 | 0:2 4:3  | 2:2 1:4 | 4:0 1:1 | 2:3 2:2 | 0:1 2:3 |         | 6:2 1:1  | 7:2 1:1 | 4:0 0:1  | 1:3 1:2  | 3:3 0:1  | 2:0 0:1 | 1:1 3:2  | 7  | 10 | 13 | 54 — 60 = — 6   | 24 |
| 10 | «Водник» (Архангельск)             | 4:4 0:3  | 2:7 0:5  | 2:1 1:2 | 1:5 0:2  | 4:5 2:2 | 2:6 1:4 | 4:3 3:2 | 1:3 1:2 | 1:1 2:6 |          | 0:1 4:2 | 4:2 2:2  | 2:2 10:3 | 6:1 2:2  | 4:1 2:3 | 1:1 5:5  | 8  | 8  | 14 | 73 — 88 = — 15  | 24 |
| 11 | «Фили» (Москва)                    | 1:4 5:6  | 2:6 3:7  | 1:4 2:5 | 1:4 1:2  | 1:1 1:4 | 4:2 2:3 | 5:2 2:2 | 1:4 1:3 | 1:1 2:7 | 2:4 1:0  |         | 5:3 4:0  | 1:2 4:4  | 7:1 1:1  | 5:2 1:3 | 3:0 1:1  | 8  | 6  | 16 | 71 — 88 = — 17  | 22 |
| 12 | «Труд» (Куйбышев)                  | 2:4 1:8  | 1:2 2:9  | 3:3 0:2 | 1:3 0:11 | 2:1 1:1 | 0:1 4:2 | 2:2 0:4 | 2:1 1:2 | 1:0 0:4 | 2:2 2:4  | 0:4 3:5 |          | 1:1 0:2  | 3:2 4:4  | 3:1 0:3 | 4:0 4:3  | 8  | 6  | 16 | 49 — 91 = — 42  | 22 |
| 13 | «Вымпел» (Калининград)             | 0:2 3:7  | 2:1 2:5  | 1:2 0:1 | 2:2 0:6  | 1:3 3:5 | 2:5 1:1 | 2:4 3:1 | 2:2 1:5 | 2:1 3:1 | 3:10 2:2 | 4:4 2:1 | 2:0 1:1  |          | 4:2 0:1  | 2:2 1:2 | 2:3 1:3  | 7  | 7  | 16 | 54 — 85 = — 31  | 21 |
| 14 | «Локомотив» (Иркутск)              | 0:11 2:7 | 0:4 2:8  | 3:5 3:7 | 2:1 0:3  | 3:1 0:1 | 3:4 1:4 | 2:3 1:5 | 2:3 0:1 | 1:0 3:3 | 2:2 1:6  | 1:1 1:7 | 4:4 2:3  | 1:0 2:4  |          | 4:1 2:1 | 2:1 2:5  | 7  | 4  | 19 | 52 — 106 = — 54 | 18 |
| 15 | «Строитель» (Шелехов)              | 0:5 0:5  | 2:5 2:7  | 0:5 0:4 | 1:4 2:7  | 0:3 2:6 | 2:1 1:4 | 1:6 2:6 | 3:1 1:4 | 1:0 0:2 | 3:2 1:4  | 3:1 2:5 | 3:0 1:3  | 2:1 2:2  | 1:2 1:4  |         | 2:1 3:3  | 8  | 2  | 20 | 44 — 103 = — 59 | 18 |
| 16 | «Старт» (Горький)                  | 0:4 1:8  | 1:10 2:4 | 1:1 1:3 | 2:2 0:6  | 1:1 0:2 | 1:1 0:1 | 2:3 3:5 | 4:1 0:2 | 2:3 1:1 | 5:5 1:1  | 1:1 0:3 | 3:4 0:4  | 3:1 3:2  | 5:2 1:2  | 3:3 1:2 |          | 4  | 9  | 17 | 48 — 88 = — 40  | 17 |

В верхних строках таблицы приведены результаты домашних матчей, а в нижних-результаты игр на выезде.

## Итоговая таблица чемпионата
| Команда                               | И  | В  | Н  | П  | М      | О  |
| ------------------------------------- | -- | -- | -- | -- | ------ | -- |
| 1. «Динамо» (Москва)                  | 30 | 27 | 3  | 0  | 143:46 | 57 |
| 2. СКА (Свердловск)                   | 30 | 21 | 4  | 5  | 122:53 | 46 |
| 3. СКА (Хабаровск)                    | 30 | 19 | 7  | 4  | 86:44  | 45 |
| 4. «Динамо» (Алма-Ата)                | 30 | 16 | 4  | 10 | 91:42  | 36 |
| 5. «Волга» (Ульяновск)                | 30 | 15 | 5  | 10 | 68:60  | 35 |
| 6. «Уральский трубник» (Первоуральск) | 30 | 15 | 4  | 11 | 68:66  | 34 |
| 7. «Зоркий» (Красногорск)             | 30 | 14 | 3  | 13 | 88:84  | 31 |
| 8. «Шахтёр» (Кемерово)                | 30 | 14 | 2  | 14 | 63:70  | 30 |
| 9. «Енисей» (Красноярск)              | 30 | 7  | 10 | 13 | 54:60  | 24 |
| 10. «Водник» (Архангельск)            | 30 | 8  | 8  | 14 | 73:88  | 24 |
| 11. «Фили» (Москва)                   | 30 | 8  | 6  | 16 | 71:88  | 22 |
| 12. «Труд» (Куйбышев)                 | 30 | 8  | 6  | 16 | 49:91  | 22 |
| 13. «Вымпел» (Калининград)            | 30 | 7  | 7  | 16 | 54:85  | 21 |
| 14. «Локомотив» (Иркутск)             | 30 | 7  | 4  | 19 | 52:106 | 18 |
| 15. «Строитель» (Шелехов)             | 30 | 8  | 2  | 20 | 44:103 | 18 |
| 16. «Старт» (Горький)                 | 30 | 4  | 9  | 17 | 48:88  | 17 |

## Составы команд и авторы забитых мячей
Чемпионы СССР
- 1. «Динамо» (Москва) (18 игроков): Владимир Болденко (14; −10), Юрий Шальнов (30; −36) — Виталий Данилов (30; 0), Виктор Рыбин (27; 2), Николай Соловьёв (20; 0), Евгений Герасимов (29; 10), Анатолий Мосягин (27; 5), Владимир Плавунов (22; 0), Вячеслав Соловьёв (25; 3), Юрий Шорин (29; 3), Георгий Канарейкин (29; 17), Михаил Осинцев (27; 42), Анатолий Рушкин (29; 20), Юрий Лизавин (30; 38). В составе команды выступали также Виктор Ерёмин (7; 0), Сергей Лапин (3; 0), Сергей Майборода (3; 2), Валерий Маслов (5; 1).

Серебряные призёры
- 2. СКА (Свердловск) (18 игроков): Виктор Замараев (20), Валерий Попков (29) — Виталий Агуреев (23; 0), Юрий Коротков (30; 1), Виталий Симонов (28; 0), Виктор Шеховцов (30; 0), Евгений Горбачёв (26; 5), Николай Дураков (30; 54), Сергей Ермаков (19; 0), Валентин Хардин (29; 1), Валентин Атаманычев (28; 10), Владимир Денисов (26; 7), Александр Измоденов (29; 18), Владимир Ордин (30; 12), Владимир Тарасевич (27; 7), Александр Хайдуков (28; 7). В составе команды выступали также вратарь Геннадий Бердинский (2; 0), Юрий Леванов (5; 0).

Бронзовые призёры
- 3. СКА (Хабаровск) (18 игроков): Анатолий Лутков (27), Владимир Стрекалов (19) — Олег Биктогиров (27; 0), Сергей Кузнецов (27; 0), Владимир Михеев (24; 0), Анатолий Гладилин (29; 1), Владислав Помазкин (29; 2), Анатолий Пульков (28; 12), Владимир Терехов (25; 0), Антанас Толжунас (24; 1), Владимир Башан (30; 27), Владимир Ивашин (29; 13), Виталий Пальгунов (23; 9), Анатолий Фролов (22; 18), Михаил Ханин (17; 3). В составе команды выступали также Владимир Ежов (1; 0), Сергей Кривоногов (1 ;0), Эдуард Эдукарьянц (7; 0).

- 4. «Динамо» (Алма-Ата) (18 игроков): Александр Иордан (13), Валерий Мозгов (29) — Яков Апельганец (26; 4), Валерий Бочков (27; 19), Юрий Варзин (28; 23), Вячеслав Ильин (28; 3), Александр Ионкин (24; 2), Геннадий Конев (24; 2), Геннадий Любченко (27; 2), Вячеслав Панёв (15; 2), Юрий Парыгин (28; 8), Валентин Семёнов (22; 9), Борис Третьяков (29; 2), Игорь Хандаев (24; 1), Борис Чехлыстов (28; 14), Александр Шулепов (28; 0). В составе команды также выступали А. Акишев (2; 0) и Юрий Дедюхин (6; 0).

- 5. «Волга» (Ульяновск) (20 игроков): Валерий Косс (21), Леонард Мухаметзянов (25) — Леонид Бутузов (23; 13), Лев Гаврилов (28; 5), Юрий Гаврилов (23; 0), Алексей Горин (24; 0), Вячеслав Дорофеев (29; 15), Евгений Кирсанов (26; 4), Борис Кияйкин (26; 0), Владимир Куров (26; 13), Георгий Лосев (18; 0), Борис Малявкин (26; 0), Владимир Монахов (18; 8), Геннадий Перфильев (22; 1), Олег Плотников (28; 1), Михаил Тонеев (24; 4). В составе команды также выступали Евгений Агуреев (4; 0), Евгений Епифанов (4; 0), Николай Перфильев (5; 0) и Михаил Фокин (5; 3). 1 мяч в свои ворота забил Владимир Мозговой «Уральский трубник» (Первоуральск).

- 6. «Уральский трубник» (Первоуральск) (18 игроков): Геннадий Михайловских (7), Юрий Школьный (29) — Владимир Дементьев (29; 9), Евгений Злоказов (26; 2), Евгений Измоденов (30; 19), Борис Коломацкий (28; 0), Геннадий Кондаков (22; 4), Вольдемар Май (30; 16), Юрий Макеев (29; 9), Владимир Мозговой (26; 1), Юрий Панченко (26; 4), Александр Пузырёв (28; 2), Александр Рыбаков (23; 1), Виктор Шмарков (27; 0). В команде также выступали Сергей Герасимов (2; 0), Виктор Дёмин (11; 0), Николай Перфильев (10; 1) и Анатолий Попков (1; 0).

- 7. «Зоркий» (Красногорск) (19 игроков): Вячеслав Королёв (2), Александр Фомкин (13), Николай Щербаков (20) — Юрий Афанасьев (29; 2), Фёдор Базаев (19; 1), Олег Горбунов (30; 1), Михаил Девишев (25; 6), Николай Лебедев (23; 0), Виктор Маркин (27; 5), Дмитрий Морозов (29; 0), Валерий Мухортов (26; 15), Евгений Папугин (30; 45), Юрий Петров (24; 1), Николай Трофимов (17; 2), Николай Чегодаев (29; 4), Владимир Янко (28; 5). В составе команды также выступали Юрий Воронин (6; 0), Валерий Громов (8; 1) и Владимир Новаковский (5; 0).

- 8. «Шахтёр» (Кемерово) (19 игроков): Владимир Краев (23), Юрий Саломатов (10) — Владимир Балаганский (22; 8), Виктор Баянов (28; 13), Альберт Большаков (30; 3), Виктор Бурдыгин (19; 0), Юрий Гольцев (18; 1), Герман Девяшин (15; 0), Виктор Жданов (29; 2), Сергей Захаренко (19; 2), Анатолий Измаденов (27; 1), Анатолий Карпунин (29; 0), Владимир Коровин (21; 1), Александр Куземчик (23; 7), Геннадий Савельев (29; 24), Василий Соловьёв (22; 0), Анатолий Трегубов (25; 1). В команде также выступали Владимир Евтушенко (4; 0) и Александр Юношев (6; 0).

- 9. «Енисей» (Красноярск) (19 игроков): Юрий Ляпин (8), Геннадий Почекутов (26) — Владимир Артёмов (28; 19), Борис Бутусин (23; 0), Владимир Вишнневский (29; 0), Владимир Жилионис (26; 1), Алексей Зорин (28; 1), Владимир Игумнов (27; 4), Евгений Каштанов (25; 5), Константин Крюков (24; 10), Виталий Лазицкий (26; 1), Юрий Непомнющий (25; 8), Геннадий Преловский (16; 0), Владимир Прокошин (23; 0), Владимир Савченко (25; 1),Геннадий Сурков (26; 0), Владимир Юдин (17; 1). В команде также выступали Валерий Селиванов (12; 3) и Юрий Сипкин (8; 0).

- 10. «Водник» (Архангельск) (21 игрок): Виктор Антрушин (4), Виталий Сандул (29) — Сергей Васильев (23; 1), Виктор Грайм (16; 1), Валерий Кашкарёв (15; 0), Вячеслав Малахов (28; 11), Леонид Марков (24; 9), Александр Матвеев (23; 0), Роберт Овчинников (29; 2), Леонид Палладий (30; 15), Николай Парфёнов (24; 0), Александр Скирденко (16; 0), Борис Скрынник (27; 6), Александр Сухондяевский (28; 10), Сергей Чирков (18; 2), Евгений Юшманов (25; 13). В команде также выступали Александр Митричев (10; 2), Виталий Петровский (14; 0) Александр Савин (7; 0), Сергей Семёнов (3; 1) и Владимир Усачёв (2; 0).

- 11. «Фили» (Москва) (20 игроков): Анатолий Бондарев (5), Анатолий Калинин (26), Владимир Чистов (5) — Виктор Аносов (28; 3), Борис Арифов (19; 0), Евгений Базаров (30; 12), Виктор Ветчинов (29; 0), Сергей Дьяконов (20; 0), Игорь Жуков (23; 10), Леонид Касаткин (25; 1), Вячеслав Кострюков (22; 3), Анатолий Кузнецов (29; 2), Евгений Манкос (30; 28), Владимир Перепелов (30; 5), Владимир Полковников (25; 5), Лев Табаков (20; 0), Леонард Щеколенко (16; 2). В команде также выступали Виктор Мартынов (4; 0), Илья Мичман (1; 0) и Г. Соколов (1; 0).

- 12. «Труд» (Куйбышев) (19 игроков): Владимир Ефимов (26), Анатолий Ивлиев (19) — Геннадий Александров (25; 5), Юрий Артемьев (28; 4), Александр Башлыков (26; 1), Виктор Бондарев (27; 7), Вениамин Голушков (30; 0), Дмитрий Еремеевский (20; 6), Геннадий Казаков (29; 11), Анатолий Лобанов (27; 7), Анатолий Миронов (23; 0), Юрий Нуйкин (27; 0), Анатолий Персиянцев (30; 5), Виктор Тюфяков (28; 0), Анатолий Филонов (29; 3). В команде также выступали Владимир Башлыков (12; 0), Георгий Столбовой (6; 0), Владимир Канавин (1; 0) и вратарь Олег Коваленко (1; 0).

- 13. «Вымпел» (Калининград) (21 игрок): Виктор Громаков (22) — Владимир Барсуков (16; 0), Владимир Веретенцев (25; 0), Евгений Данилов (17; 0), Леонид Кондратьев (27; 8), Евгений Косоруков (29; 4), Генрих Кривоусов (15; 0), Валентин Кучин (29; 10), Юрий Лагош (30; 16), Владимир Маркин (24; 5), Сергей Монахов (23; 2), Вячеслав Петров (18; 0), Николай Солодов (25; 0), Виктор Стариков (27; 7), Борис Умрихин (28; 1), Николай Черноусов (19; 0). В команде также выступали Евгений Зимин (2; 0), Виктор Иевлев (1; 0), А. Ионов (9; 0), Валерий Карпихин (7; 0) и Валерий Князев (7; 1).

- 14. «Локомотив» (Иркутск) (20 игроков): Леонид Князьков (10), Геннадий Кривощёков (21) — Всеволод Белый (27; 0), Сергей Бизюков (15: 0), Игорь Грек (21; 0), Анатолий Данилов (17; 0), Герман Инишев (20; 0), Валентин Клименко (26; 0), Александр Комаровский (29; 10), Евгений Кондратьев (24; 0), Олег Михалёв (27; 1), Александр Найданов (30; 12), Геннадий Почебут (21; 3), Иннокентий Протасов (29; 5), Александр Рыбин (29; 11), Анатолий Терентьев (22; 9). В команде также выступали Пётр Горячев (4; 0), Николай Колчин (2; 0), Олег Суставов (11; 1) и Виктор Терлюк (6; 0).

- 15. «Строитель» (Шелехов) (16 игроков): Виктор Елизаров (29), В. Романов (3; 0) — В. Борисов (27; 8), К. Жданов (28; 1), Олег Катин (27; 3), Г. Клементьев (17; 0), Виталий Колесников (27; 4), Александр Комарицын (30; 8), Владимир Куманёв (25; 5), Г. Логунов (24; 1), Валерий Селищев (29; 8), Б. Стрижов (30; 0), Владимир Тупица (26; 0), Виктор Тютрин (25; 0), Юрий Шишкин (30; 6). В команде также выступал И. Ягликов (3; 0).

- 16. «Старт» (Горький) (18 игроков): Геннадий Зотин (21), Виктор Федулов (12) — Борис Алексеев (24; 1), Владимир Алексеев (25; 13), Леонид Воронин (27; 1), Олег Грибов (26; 5), Юрий Катаев (29; 0), Александр Никишин (25; 0), Виталий Панков (23; 0), Анатолий Паршин (19; 2), Валерий Поздняков (27; 1), Юрий Поповцев (29; 1), Евгений Родичев (18; 8), Валерий Соколов (27; 9), Анатолий Тарасов (20; 3), Владимир Тарханов (26; 4). В команде также выступали Валерий Кузнецов (5; 0)) и Владимир Рыбаков (13; 0).

Лучший бомбардир — Николай Дураков, СКА (Свердловск) — 54 мяча.
Так же, как и год назад, определён список 33 лучших игроков сезона.

## Вторая группа класса «А»
Соревнования прошли с 23 ноября 1968 по 12 марта 1969 года. На предварительном этапе команды, разбитые на четыре подгруппы в четырёхкруговых турнирах с разъездами определили победителей подгрупп. В финале победители подгрупп определили победителя второй группы класса «А» и обладателя путёвки в первую группу.

### Первая подгруппа
| М | Команда                      | 1                | 2               | 3               | 4               | 5                | 6                | 7                | В  | Н | П  | Мячи            | О  |
| - | ---------------------------- | ---------------- | --------------- | --------------- | --------------- | ---------------- | ---------------- | ---------------- | -- | - | -- | --------------- | -- |
| 1 | «Североникель» (Мончегорск)  |                  | 8:0 4:1 3:0 3:4 | 4:2 6:1 5:1 6:5 | 4:0 8:1 0:2 3:1 | 8:4 7:1 1:4 0:0  | 5:1 4:3 4:1 3:4  | 2:0 11:1 0:1 6:4 | 18 | 1 | 5  | 105 — 42 = + 63 | 37 |
| 2 | «Труд» (Курск)               | 0:3 4:3 0:8 1:4  |                 | 3:1 2:3 2:3 2:7 | 4:3 4:1 2:3 1:1 | 2:0 1:0 3:2 3:0  | 3:1 4:2 4:5 1:3  | 8:3 7:1 5:3 5:3  | 14 | 1 | 9  | 71 — 63 = + 8   | 29 |
| 3 | «Сыктывкарстрой» (Сыктывкар) | 1:5 5:6 2:4 1:6  | 3:2 7:2 1:3 3:2 |                 | 2:0 2:3 0:0 0:3 | 5:2 4:1 1:6 4:1  | 3:1 6:5 0:2 1:2  | 7:0 2:1 4:3 2:4  | 12 | 1 | 11 | 66 — 64 = + 2   | 25 |
| 4 | «Металлист» (Калининград)    | 2:0 1:3 0:4 1:8  | 3:2 1:1 3:4 1:4 | 0:0 3:0 0:2 3:2 |                 | 0:4 2:0 1:5 1:1  | 3:1 1:3 1:1 1:2  | 4:2 2:1 3:2 5:2  | 10 | 4 | 10 | 42 — 54 = — 12  | 24 |
| 5 | «Красная заря» (Ленинград)   | 4:1 0:0 4:8 1:7  | 2:3 0:3 0:2 0:1 | 6:1 1:4 2:5 1:4 | 5:1 1:1 4:0 0:2 |                  | 2:1 10:3 2:1 0:1 | 3:1 11:5 3:3 1:0 | 10 | 3 | 11 | 63 — 58 = + 5   | 23 |
| 6 | «Север» (Северодвинск)       | 1:4 4:3 1:5 3:4  | 5:4 3:1 1:3 2:4 | 2:0 2:1 1:3 5:6 | 1:1 2:1 1:3 3:1 | 1:2 1:0 1:2 3:10 |                  | 2:1 5:4 0:2 4:2  | 11 | 1 | 12 | 54 — 67 = — 13  | 23 |
| 7 | «Сатурн» (Рыбинск)           | 1:0 4:6 0:2 1:11 | 3:5 3:5 3:8 1:7 | 3:4 4:2 0:7 1:2 | 2:3 2:5 2:4 1:2 | 3:3 0:1 1:3 5:11 | 2:0 2:4 1:2 4:5  |                  | 3  | 1 | 20 | 49 — 102 = — 53 | 7  |

### Вторая подгруппа
| М | Команда                           | 1               | 2               | 3               | 4               | 5               | 6               | 7               | 8               | В  | Н | П  | Мячи           | О  |
| - | --------------------------------- | --------------- | --------------- | --------------- | --------------- | --------------- | --------------- | --------------- | --------------- | -- | - | -- | -------------- | -- |
| 1 | «Торпедо» (Сызрань)               |                 | 2:2 1:0 1:3 0:1 | 3:0 2:2 6:1 0:1 | 2:1 4:1 0:0 2:2 | 3:1 4:1 0:2 2:2 | 4:0 2:2 1:4 2:1 | 9:2 4:1 3:1 1:2 | 4:1 4:1 3:1 3:0 | 16 | 6 | 6  | 72 — 36 = + 36 | 38 |
| 2 | «Труд» (Краснотурьинск)           | 3:1 1:0 2:2 0:1 |                 | 3:0 0:1 0:0 1:2 | 1:1 2:0 1:0 1:4 | 2:1 1:3 2:0 3:4 | 3:1 1:0 2:7 3:1 | 4:0 9:4 4:4 1:1 | 5:0 3:0 2:2 3:0 | 15 | 6 | 7  | 63 — 40 = + 23 | 36 |
| 3 | «Ракета» (Казань)                 | 1:6 1:0 0:3 2:2 | 0:0 2:1 0:3 1:0 |                 | 5:2 1:1 0:4 2:5 | 1:0 6:4 3:0 1:2 | 3:2 2:1 2:2 2:5 | 5:2 6:1 3:3 1:1 | 4:2 2:1 1:1 4:3 | 14 | 7 | 7  | 61 — 57 = + 4  | 35 |
| 4 | «Автомобилист» (Караганда)        | 0:0 2:2 1:2 1:4 | 0:1 4:1 1:1 0:2 | 4:0 5:2 2:5 1:1 |                 | 1:1 1:1 1:0 0:0 | 2:3 2:1 2:4 0:1 | 1:0 1:0 1:1 0:0 | 8:2 8:1 3:2 3:2 | 11 | 9 | 8  | 55 — 40 = + 15 | 31 |
| 5 | «Локомотив» (Оренбург)            | 2:0 2:2 1:3 1:4 | 0:2 4:3 1:2 3:1 | 0:3 2:1 0:1 4:6 | 0:1 0:0 1:1 1:1 |                 | 3:0 2:1 4:0 0:2 | 3:2 2:1 3:1 0:1 | 4:0 5:0 3:1 0:0 | 13 | 5 | 10 | 51 — 40 = + 11 | 31 |
| 6 | «Автомобилист» (Усть-Каменогорск) | 4:1 1:2 0:4 2:2 | 7:2 1:3 1:3 0:1 | 2:2 5:2 2:3 1:2 | 4:2 1:0 3:2 1:2 | 0:4 2:0 0:3 1:2 |                 | 6:2 8:3 3:1 2:3 | +:- +:- 0:1 1:3 | 12 | 2 | 14 | 58 — 55 = + 3  | 26 |
| 7 | «Шахтёр» (Ленинск-Кузнецкий)      | 1:3 2:1 2:9 1:4 | 4:4 1:1 0:4 4:9 | 3:3 1:1 2:5 1:6 | 1:1 0:0 0:1 0:1 | 1:3 1:0 2:3 1:2 | 1:3 3:2 2:6 3:8 |                 | +:- +:- 3:4 1:0 | 6  | 6 | 16 | 41 — 84 = — 43 | 18 |
| 8 | «Шахтёр» (Карпинск)               | 1:3 0:3 1:4 1:4 | 2:2 0:3 0:5 0:3 | 1:1 3:4 2:4 1:2 | 2:3 2:3 2:8 1:8 | 1:3 0:0 0:4 0:5 | 1:0 3:1 -:+ -:+ | 4:3 0:1 -:+ -:+ |                 | 3  | 3 | 22 | 28 — 77 = — 49 | 9  |

### Третья подгруппа
| М | Команда                       | 1                  | 2               | 3               | 4                  | В  | Н | П  | Мячи           | О  |
| - | ----------------------------- | ------------------ | --------------- | --------------- | ------------------ | -- | - | -- | -------------- | -- |
| 1 | «Амур» (Комсомольск-на-Амуре) |                    | 3:2 2:2 4:1 2:2 | 4:1 4:0 5:2 6:4 | 11:1 10:0 7:2 10:0 | 10 | 2 | 0  | 68 — 17 = + 51 | 22 |
| 2 | «Локомотив» (Могоча)          | 1:4 2:2 2:3 2:2    |                 | 6:3 4:3 2:1 2:4 | 6:1 8:3 6:2 6:1    | 7  | 2 | 3  | 47 — 29 = + 18 | 16 |
| 3 | «Металлург» (Братск)          | 2:5 4:6 1:4 0:4    | 1:2 4:2 3:6 3:4 |                 | 3:1 4:1 5:1 4:3    | 5  | 0 | 7  | 34 — 39 = — 5  | 10 |
| 4 | «Высоковольтник» (Свободный)  | 2:7 0:10 1:11 0:10 | 2:6 1:6 1:6 3:8 | 1:5 3:4 1:3 1:4 |                    | 0  | 0 | 12 | 16 — 80 = — 64 | 0  |

### Четвёртая подгруппа
| М | Команда               | 1                | 2               | 3                | 4                | В  | Н | П  | Мячи           | О  |
| - | --------------------- | ---------------- | --------------- | ---------------- | ---------------- | -- | - | -- | -------------- | -- |
| 1 | «Волна» (Ленинград)   |                  | 9:0 3:0 9:0 4:3 | 15:1 5:0 3:2 1:2 | 9:0 11:1 9:1 7:0 | 11 | 0 | 1  | 85 — 10 = + 75 | 22 |
| 2 | «Березина» (Бобруйск) | 0:9 3:4 0:9 0:3  |                 | 3:1 3:1 3:2 3:3  | 5:0 7:1 4:3 6:4  | 7  | 1 | 4  | 37 — 40 = — 3  | 15 |
| 3 | «Портовик» (Рига)     | 2:3 2:1 1:15 0:5 | 2:3 3:3 1:3 1:3 |                  | 6:1 11:0 6:1 5:2 | 5  | 1 | 6  | 40 — 40 = 0    | 11 |
| 4 | «Авангард» (Буды)     | 1:9 0:7 0:9 1:11 | 3:4 4:6 0:5 1:7 | 1:6 2:5 1:6 0:11 |                  | 0  | 0 | 12 | 14 — 86 = — 72 | 0  |

## Финал
Состоялся в Мончегорске Мурманской области.
| М | Команда                       | 1       | 2       | 3       | 4       | В | Н | П | Мячи           | О |
| - | ----------------------------- | ------- | ------- | ------- | ------- | - | - | - | -------------- | - |
| 1 | «Североникель» (Мончегорск)   |         | 3:4 6:2 | 4:2 3:3 | 1:0 7:0 | 4 | 1 | 1 | 24 — 11 = + 13 | 9 |
| 2 | «Амур» (Комсомольск-на-Амуре) | 4:3 2:6 |         | 1:4 3:1 | 9:1 4:1 | 4 | 0 | 2 | 23 — 16 = + 7  | 8 |
| 3 | «Торпедо» (Сызрань)           | 2:4 3:3 | 4:1 1:3 |         | 1:2 4:3 | 2 | 1 | 3 | 15 — 16 = — 1  | 5 |
| 4 | «Волна» (Ленинград)           | 0:1 0:7 | 1:9 1:4 | 2:1 3:4 |         | 1 | 0 | 5 | 7 — 26 = — 19  | 2 |

- «Североникель» (Мончегорск) (17 игроков): Н. Богомолов (29), В. Кононов (9) − Е. Дергачев (30; 52), А.Кулёв (30; 17), В. Макаров (30), Ю. Ульянов (30; 2), Анатолий Клеймёнов (29; 35), Е. Полодухин (29; 1), В. Ардашев (28), В. Горшков (28; 5), Е. Павлюченков (28; 1), С. Тепляков (27; 10), В. Строкин (17; 1), В. Осокин (13), Н. Фигурин (8; 1), В. Алабин (5), В. Гончарук (1).

## Класс «Б»
Соревнования в классе «Б» прошли в три этапа. На первом этапе прошли чемпионаты областей, краёв, АССР, Москвы и Ленинграда. Лучшие команды допускались к зональным соревнованиям. На втором этапе со 2 по 16 февраля 1969 года прошли зональные соревнования. В них участвовали 36 команды, разбитые на 8 зон.
- Первая зона. (Южно-Сахалинск). Победитель «Дорожник» (Петропавловск-Камчатский).
- Вторая зона. (Омск). Победитель «Металлург» (Красноярск).
- Третья зона. (Воткинск), Удмуртская АССР. Победитель «Родина» (Киров).
- Четвёртая зона. (Ефремов), Тульская область. Победитель «Химик» (Ефремов).
- Пятая зона. (Новокуйбышевск), Куйбышевская область. Победитель «Нефтяник» (Новокуйбышевск).
- Шестая зона. (Калуга). Победитель «Политехник» (Тула).
- Седьмая зона. (Иваново). Победитель «Прогресс» (Иваново).
- Восьмая зона. (Калинин). Победитель «Планета» (Калинин).

### Финальный турнир XVIII чемпионата РСФСР
Заключительный этап соревнований состоялся с 23 февраля по 9 марта 1969 года в Новокуйбышевске, Куйбышевской области. В нём приняли участие 6 победителей зон. (Не прибыли «Химик» (Ефремов) и «Прогресс» (Иваново).
| М | Команда                     | 1    | 2   | 3   | 4   | 5    | 6   | В | Н | П | Мячи           | О |
| - | --------------------------- | ---- | --- | --- | --- | ---- | --- | - | - | - | -------------- | - |
| 1 | «Нефтяник» (Новокуйбышевск) |      | 4:2 | 5:2 | 3:6 | 12:4 | 5:4 | 4 | 0 | 1 | 29 − 18 = + 11 | 8 |
| 2 | «Родина» (Киров)            | 2:4  |     | 3:1 | 6:1 | 4:4  | 9:2 | 3 | 1 | 1 | 24 − 12 = + 12 | 7 |
| 3 | «Металлург» (Красноярск)    | 2:5  | 1:3 |     | 4:3 | 3:2  | 3:1 | 3 | 0 | 2 | 13 − 14 = − 1  | 6 |
| 4 | «Политехник» (Тула)         | 6:3  | 1:6 | 3:4 |     | 3:6  | 5:2 | 2 | 0 | 3 | 18 − 21 = − 3  | 4 |
| 5 | «Планета» (Калинин)         | 4:12 | 4:4 | 2:3 | 6:3 |      | 5:4 | 2 | 1 | 2 | 21 − 26 = − 5  | 5 |
| 6 | «Дорожник» (Южно-Сахалинск) | 4:5  | 2:9 | 1:3 | 2:5 | 4:5  |     | 0 | 0 | 0 | 13 − 27 = − 14 | 0 |

- «Нефтяник» (Новокуйбышевск) (18 игроков): М. Азизов − О. Ванин, А. Зинковский, Г. Кириллов, Ю. Крылов, В. Кузнецов, А. Ларюхин, А. Мишанин, Ш. Низамутдинов, А. Пантелеев, В. Петров, Н. Прохожаев, В. Семёнов, А. Утёнышев. Тренер В. Платицын.